# رؤیا محبوب
رؤیا محبوب یک کارآفرین و تاجر زن اهل افغانستان است. او یکی از ۱۰۰ شخصیت تأثیرگذار دنیا در سال ۲۰۱۳ که توسط مجله تایم انتخاب شده‌است
خانواده وی در زمان اشغال افغانستان توسط شوروی به ایران مهاجرت و در سال ۱۳۸۲ به افغانستان بازگشتند.
وی بنیانگذار و مدیر عامل اجرایی شرکت کامپیوتری افغان سیتادل است که در پروژه‌های سرشماری فعالیت داشته.
رؤیا محبوب در افغانستان، چهل کلوب اینترنتی راه‌اندازی کرده که یک صد و شصت هزار دانش آموز از آن استفاده می‌کنند.
وی همچنین یک وبلاگ چندزبانه و یک سایت ویدئویی را برای زنان افغانستان راه‌اندازی کرده که بتوانند سرگذشت‌های خود را در آن بنویسند.

## زندگی شخصی و حرفه
رویا محبوب کارآفرین و یکی از اولین مدیرعامل‌های زن در کشور افغانستان است.  او به دنبال ساختن پلی میان آموزش و بازار کار است و به‌ عنوان مدیرعامل دیجیتال سیتیزن فاند و Bright Citizen فعالیت دارد. دیجیتال سیتیزن فاند تاکنون ۱۵ هزار فارغ‌التحصیل از ۱۳ کلاس آنلاین داشته و روی ۱۰ استارتاپ با مدیریت زنان سرمایه‌گذاری کرده است.
رویا هم‌اکنون در حال توسعه مدارس متمرکز در حوزه‌های STEM در افغانستان است تا فرصت‌های جدیدی را برای رشد زنان کارآفرین در زمینه‌های علوم هوافضا و بلاک‌چین فراهم کند.
او مربی تیم رباتیک دختران افغان با نام رویاپردازان افغان است. رویا محبوب در سال ۲۰۱۸ و ۲۰۱۹ در رویداد زنان حیرت‌انگیز، برنده جایزه آموزش شده است. او دکترای افتخاری علوم مهندسی از دانشگاه مک‌مستر دریافت کرده و همراه اجرایی آموزش دانشگاه استنفورد است.
رویا محبوب، بنیان‌گذار و رهبر تیم دختران ربات‌ساز افغانستان در سال ۲۰۲۲ برنده جایزه سالانه انجمن دوحه شد. این انجمن با نشر یک نوار تصویری گفته است که شیخ تمیم بن حمد آل ثانی، امیر قطر، رویا محبوب را برنده این جایزه اعلام کرده است.

رویا همچنینن در سال ۲۰۲۰ در کنفرانس تداکس تهران زنان سخنرانی با عنوان «چرا آموزش رشته‌های STEAM به دختران جوان مهم است؟» انجام داده است و در آن سخنرانی از قصه زندگی‌اش گفته تا بدانیم چرا مهم است به دخترانمان رشته‌های علمی، تکنولوژی، مهندسی، هنر و ریاضیات (STEAM) را آموزش دهیم.